# Monstercat
 (décembre 2023).
L'article doit être relu — et modifié si nécessaire — par des contributeurs indépendants pour apporter un regard critique aux contributions effectuées en violation des conditions d'utilisation de Wikipédia, tant sur la forme (notamment concernant le style encyclopédique, la proportionnalité) que sur le fond (la neutralité de point de vue, la qualité et l'indépendance des sources).

Monstercat (prononcé : [ˈmɑnstəˌkæt]), anciennement connu sous le nom de Monstercat Media, est un label canadien d'EDM domicilié à Vancouver. Le label a été fondé le 1er juillet 2011 par Mike Darlington (CEO) et Ari Paunonen (COO).
Le label sort environ trois titres par semaine et un podcast hebdomadaire qui est diffusé en direct le Mardi.
Le 1er janvier 2018, le format passe à quatre nouveaux titres par semaine (les lundis, mardis, jeudis et vendredis) ainsi qu'un podcast chaque mercredi d'environ une heure. Les deux chaînes (Uncaged et Instinct) diffusent chacune constamment de la musique en live sur YouTube, et la Web-Radio continue de diffuser en live.
Le 9 février 2021, Monstercat acquiert Silk Music et forme Monstercat Silk. Six titres sont alors proposés chaque semaine.
Le 6 mars 2023, le format passe à cinq nouveaux titres par semaine.

## Histoire
Le 1er juillet 2011, Mike Darlington et Ari Paunonen créent Monstercat sous forme d'une chaîne YouTube. Monstercat sert de support pour que les amis de Darlington et de Paunonen puissent partager et promouvoir de la musique,,. Darlington et Paunonen produisent des compilations reprenant les musiques des artistes et ainsi essayent de diminuer la compétition entre ceux-ci,. Le premier album de Monstercat présente 7 artistes. La première musique du label est intitulée Dubstep Killed Rock 'n' Roll par Ephixa. 5 de ces artistes sont des amis proches de Darlington et Paunonen.
En décembre 2011, Monstercat signent un titre de Krewella,,, un groupe de musique EDM américain originaire de Chicago, Killin' It, leur premier et unique single sorti par le label Monstercat,. Monstercat fait la promotion de Krewella avec des campagnes sur les médias sociaux et se met en partenariat avec les chaines YouTube d'EDM pour étendre son audience. Après avoir signé Krewella, Monstercat gagne en popularité et rapidement des abonnés.
Depuis 2014, Monstercat diffuse sa Web Radio sur Twitch et Youtube. Monstercat FM diffuse ainsi 24h/24 les titres du label.
Le 4 octobre 2016, Monstercat a sorti sa 1 000e vidéo sur sa chaîne YouTube.
En mai 2018, Monstercat compte près de 7 millions d'abonnés sur Youtube et plus de 2 milliards de vues. 

### #OperationDethrone
L'album de Monstercat, 007 Solace, atteint la première place des charts EDM d'iTunes, et la 9e place dans les charts Dance, augmentant ainsi leur popularité et leur attribuant la première place avec leurs prochains albums[réf. nécessaire]. À la sortie de l'album suivant de Monstercat, 008 Anniversary[source insuffisante], nommé ainsi à l'occasion du premier anniversaire du label, ils mettent en place #OperationDethrone, un défi pour voir s'ils pouvaient grimper dans les tops et dépasser des artistes qui « ont tenu dans le top 5 des albums iTunes EDM, aussi loin qu'ils pouvaient s'en souvenir », ces artistes étant Skrillex, Guetta, Knife Party, Deadmau5, et Tiësto.
L'album est devenu tellement populaire qu'il est marqué « Urgent, à déplacer dans les charts dance d'iTunes ». Une fois déplacé, il dépasse les albums d'Adele, Justin Bieber, One Direction, Linkin Park, Maroon 5, John Mayer, Katy Perry, et d'autres artistes renommés de cette période[réf. nécessaire].

### Monstercat Silk
Le 9 février 2021, Monstercat annonce l'acquisition de Silk Music, un label de House progressive et ainsi former une troisième entité : Monstercat Silk .

## Équipe
Monstercat est composé d'une équipe de 11 personnes dont :
- Mike Darlington (Fondateur, CEO)[2],[9]
- Ari Paunonen (cofondateur, COO)
- Jonathan Winter (directeur de la musique, aussi connu sous son nom d'artiste Going Quantum)